# 丸剤

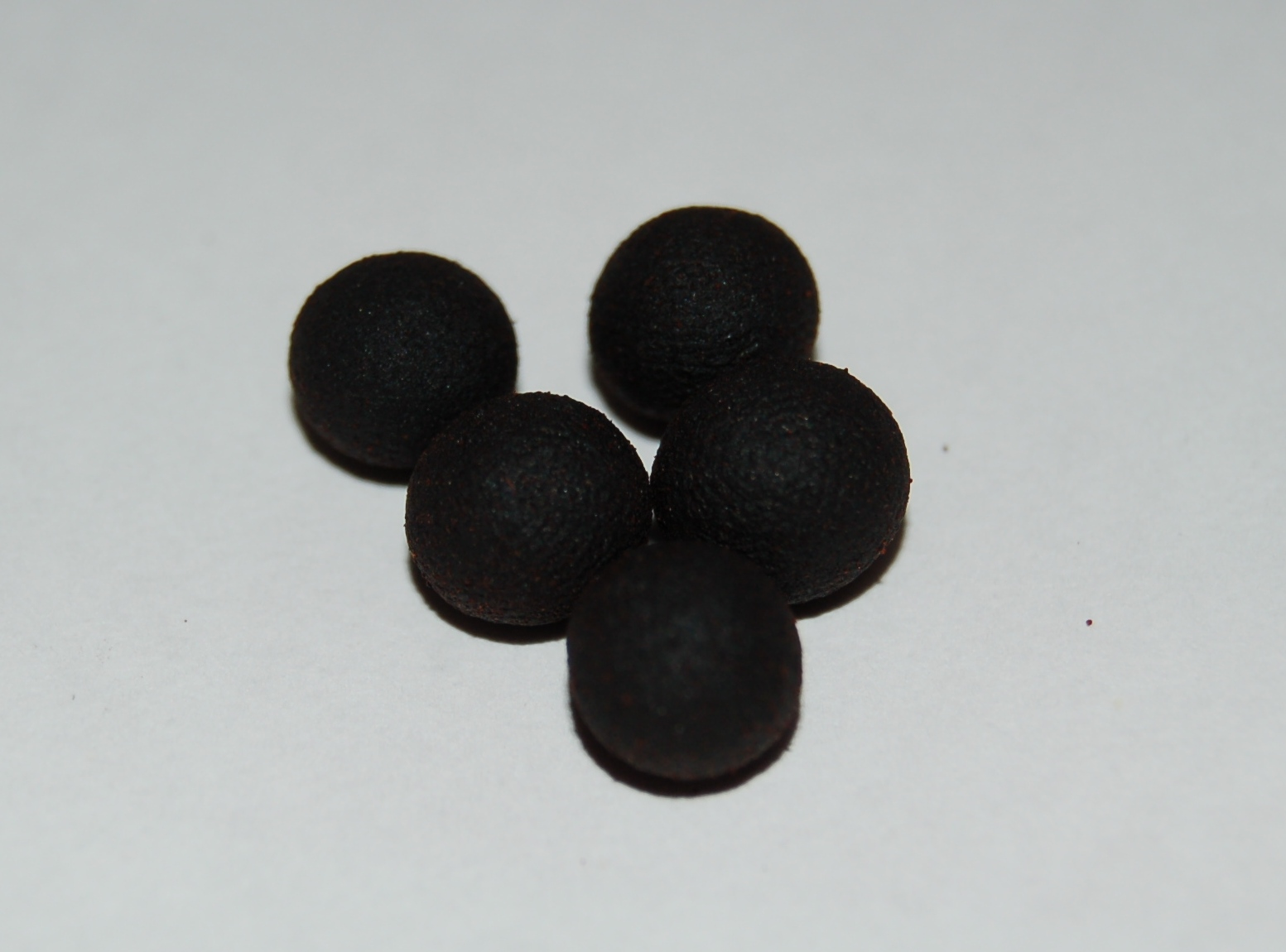
丸剤の画像（正露丸）

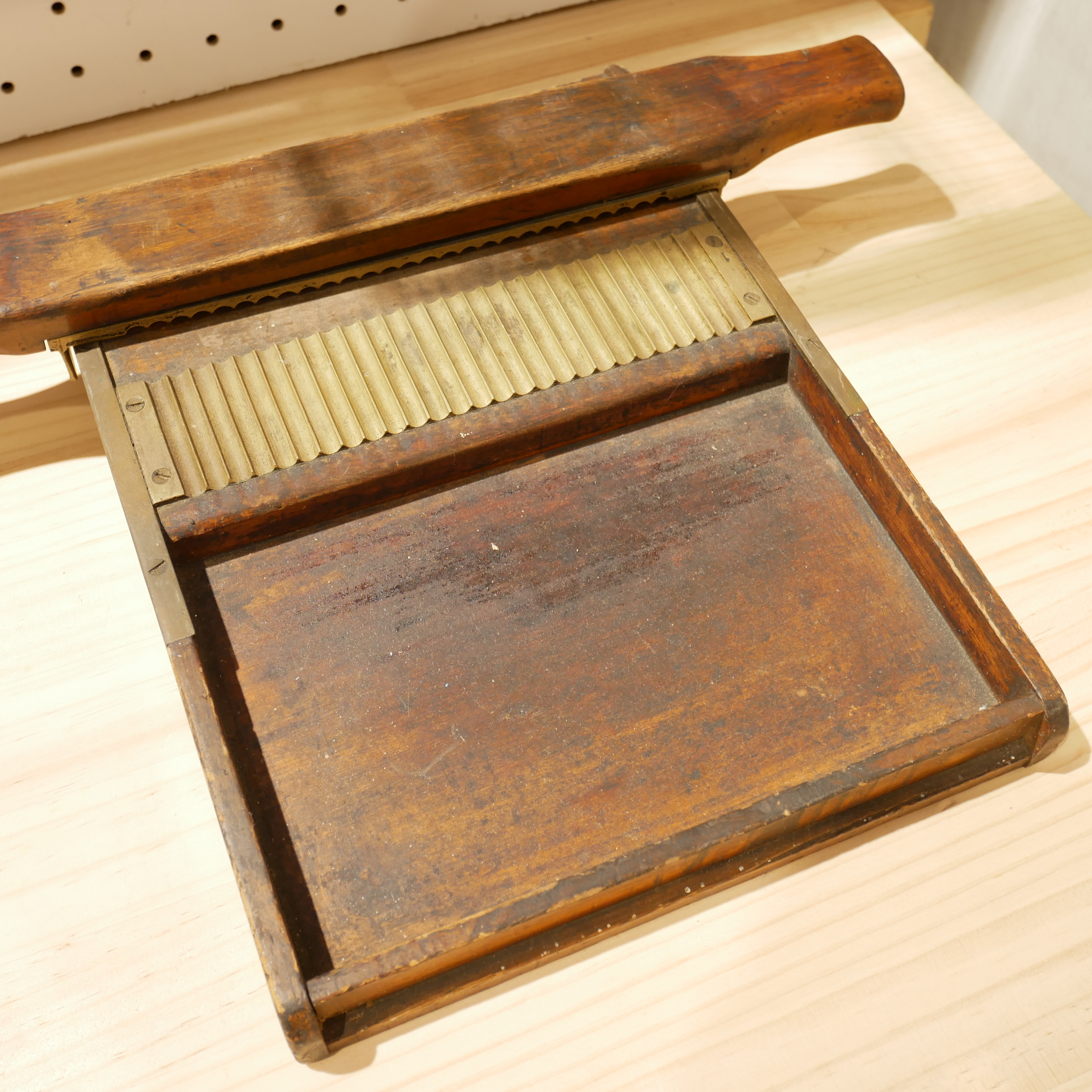
中国の大稲埕に所在した千元神薬局の製藥丸機。

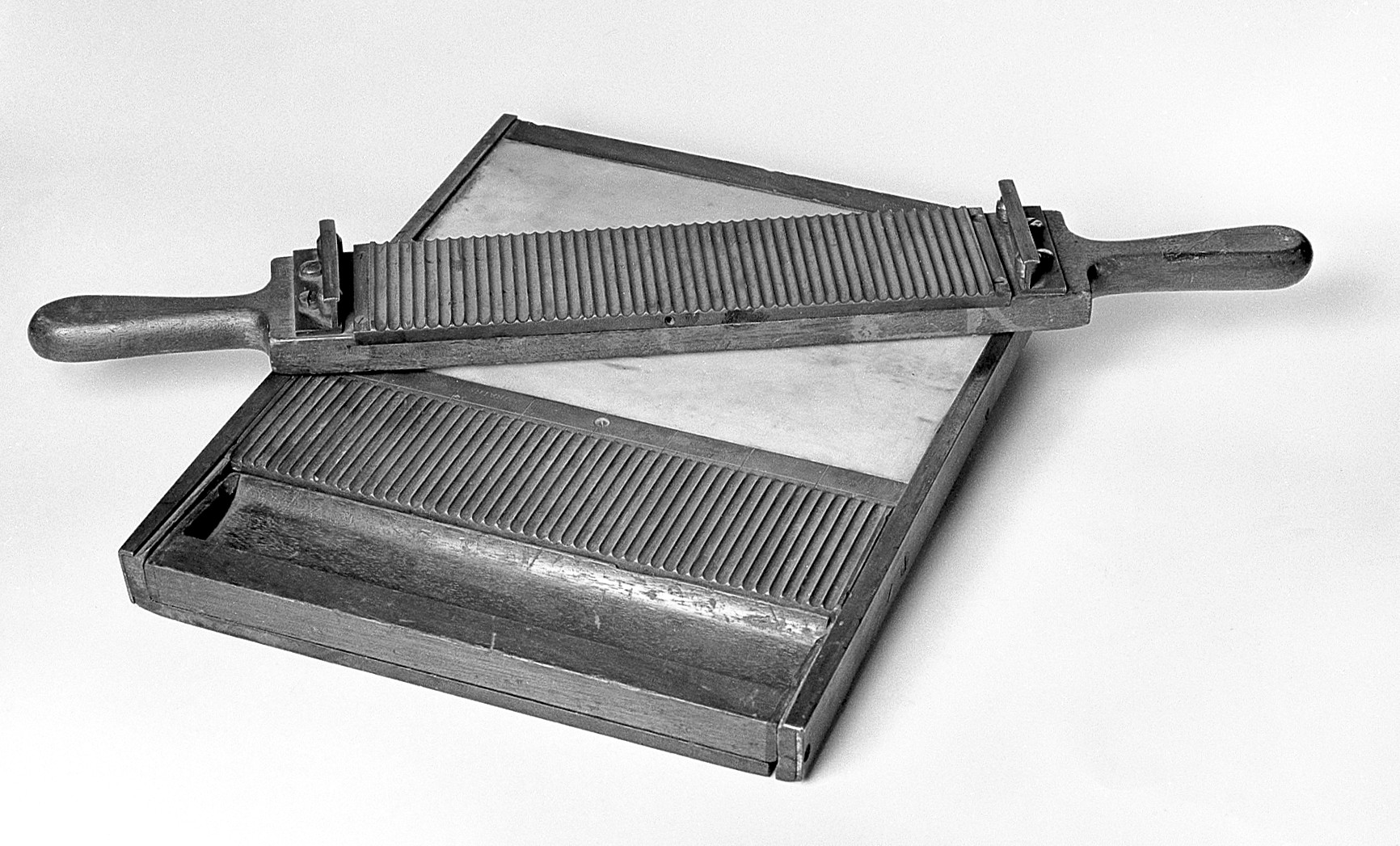
1700年頃に発明されたとされるヨーロッパの製藥丸機。

丸剤（がんざい、英: pills）とは、医薬品を球状に製したものであり、医薬品の剤形の名称の一つである。この項目は、特に明記がない場合、原則として医薬品としての丸剤に関連した内容を記載する。

## 概要
経口する医薬品製剤の剤形の一つであり、一般に「丸薬」と呼ばれることもある。
日本薬局方第18改正の製剤総則では生薬関連製剤に分類され、以下のように定義されている。
1. 丸剤とは、経口投与する球状の製剤である。
2. 本剤を製するには、通例、有効成分に賦形剤、結合剤、崩壊剤又はそのほかの適切な添加剤を加えて混和して均質とした後、適切な方法で球状に成型する。また，適切な方法により， コーティングを施すことができる[1]

蜂蜜やコメデンプンなどを結合剤として容易に成型でき、また、持ち運び可能な剤形であることから、漢方薬の古典である傷寒論、金匱要略でも丸剤の存在がみられるなど、伝統的医薬品の剤形としても古くから用いられてきた。
内藤記念くすり博物館には、熟練した技術がなくても丸薬が作れる扇形製丸器（せんけいせいがんき）、明治時代に富山で開発された押出式製丸機などが展示されている。扇形製丸器は、富山の数学者である中田高寛が発明したとされる。押し出し式製丸機は熟達した丸薬師と呼ばれる職人によって使用され、丸薬が量産された。丸薬は、湿気から薬剤を守るために、外側に金・銀箔や朱による膜で保護する。
1750年頃、薬剤師が一度に複数の規格化された丸薬製造機 Pill machines がドイツで開発された。また、丸薬をコーティングするゼラチン、ワニス、タルク粉を付ける pill finisher と呼ばれる道具も使用された。Pill machine が、イギリスに伝わったのは、19世紀になってからである。

## 数え方
一般に1粒（つぶ）、2粒（つぶ）と数えるが、径が大きなものは1丸（がん）、2丸（がん）と数える場合もある。

## 丸剤の名称
一般に以下のような名称の付け方がされている。
1. 主要な成分（生薬など）の名称あるいはその組み合わせを冠し「（生薬名）+丸」とした例（麻子仁丸[9]、桂枝茯苓丸[10]など）
2. 成分の数（薬味の数）を冠し、「（成分数の漢数字）+味+丸」とした例（六味丸[11]、八味丸）
3. 1及び2 の付け方を組み合わせた例（八味地黄丸[12]）
4. その薬剤の効能やイメージなどを冠し「（効能あるいはイメージ）+丸」とした例（救命丸[13]、旧称：征露丸⇒正露丸[14]）
5. 1及び4 の付け方を組み合わせた例（牛車腎気丸：牛（牛膝（ゴシツ））+車（車前子（シャゼンシ）+腎気（泌尿生殖器の働きを高める）+丸[15]）

なお、剤形としては丸剤であるが、その名称の最後が「丹」となっているものも見受けられる（仁丹（医薬部外品）、万金丹（食品）など）。また、『和剤局方』など南宋の医書では「丸」を「円（圓）」と呼称したが、これは欽宗帝の諱である「桓」の発音と「丸」の発音が近いため改称したものである。
丸剤と同じ処方内容のものを煎じ薬とした場合は、最後に「料」の文字を付し「●●丸料」とする。

## 丸剤の例
- 宇津救命丸
- 樋屋奇応丸
- 桂枝茯苓丸
- 正露丸
- 麻子仁丸
- 六味丸
- 複方毒掃丸
- ういろう